# Тетракарбонилжелезо
Тетракарбонилжелезо — неорганическое соединение, карбонильный комплекс железа состава Fe(CO)4,
тёмно-зелёные кристаллы, 
не растворяется в воде.

## Получение
- Разложение при нагревании нонакарбонилдижелеза:

{\displaystyle {\mathsf {3Fe_{2}(CO)_{9}\xrightarrow {50^{o}C} \ 3Fe(CO)_{5}+3Fe(CO)_{4}}}}

## Физические свойства
Тетракарбонилжелезо образует тёмно-зелёные кристаллы
моноклинной сингонии,
пространственная группа C 2/c,
параметры ячейки a = 1,300 нм, b = 1,141 нм, c = 1,141 нм, β = ?°, Z = 12.
Не растворяется в воде, растворяется в органических растворителях.

## Химические свойства
- Легко присоединяет различные лиганды, образуя комплексы [Fe(CO)4L], где L — фосфины, ненасыщенные органические соединения и др.

- Легко тримеризуется в додекакарбонилтрижелезо:

{\displaystyle {\mathsf {3Fe(CO)_{4}{\xrightarrow {}}\ Fe_{3}(CO)_{12}}}}